# Passage de la mer Rouge
Le passage de la mer Rouge (Hébreu: קריעת ים סוף Qǝriʿat Yam Sûp̄) est un récit biblique (Exode 14:15-31) selon lequel la mer qui bloque le passage des Israélites fuyant l’armée égyptienne, s’ouvre miraculeusement pour les laisser passer et se referme sur leurs poursuivants. 
Manifestation concrète de la rédemption divine, ce récit est l’un des événements fondateurs du judaïsme, fondant sa foi en un Dieu personnel qui a fait irruption dans l’histoire. L’histoire est bien plus tard reprise par le Coran (chap. 26, 63-68).

## Localisations et hypothèses scientifiques
La localisation en mer Rouge est une traduction probablement erronée. Le texte hébreu mentionne « Yam Suph », la mer des Joncs.
Différentes localisations ont été proposées en lien avec des marées qui peuvent découvrir une langue de terre (embouchure de la mer des Roseaux), ou en lien avec un phénomène naturel appelé « wind setdown » (vent d'Est de 28 m/s qui en soufflant pendant 12 heures, pourrait avoir écarté les eaux et ouvert une bande de vase de trois kilomètres de long et presque cinq de large pendant quatre heures) au niveau du lac Menzaleh ou du lac de Tanis.
Des études de simulations par ordinateur montrent qu'un vent de l'Est supérieur à 100 km/h soufflant pendant douze heures pourrait créer une zone à sec d’environ trois kilomètres de long et d’environ cinq kilomètres de large pour des eaux de deux mètres de profondeur. Ce passage pourrait se maintenir ouvert durant environ quatre heures,.

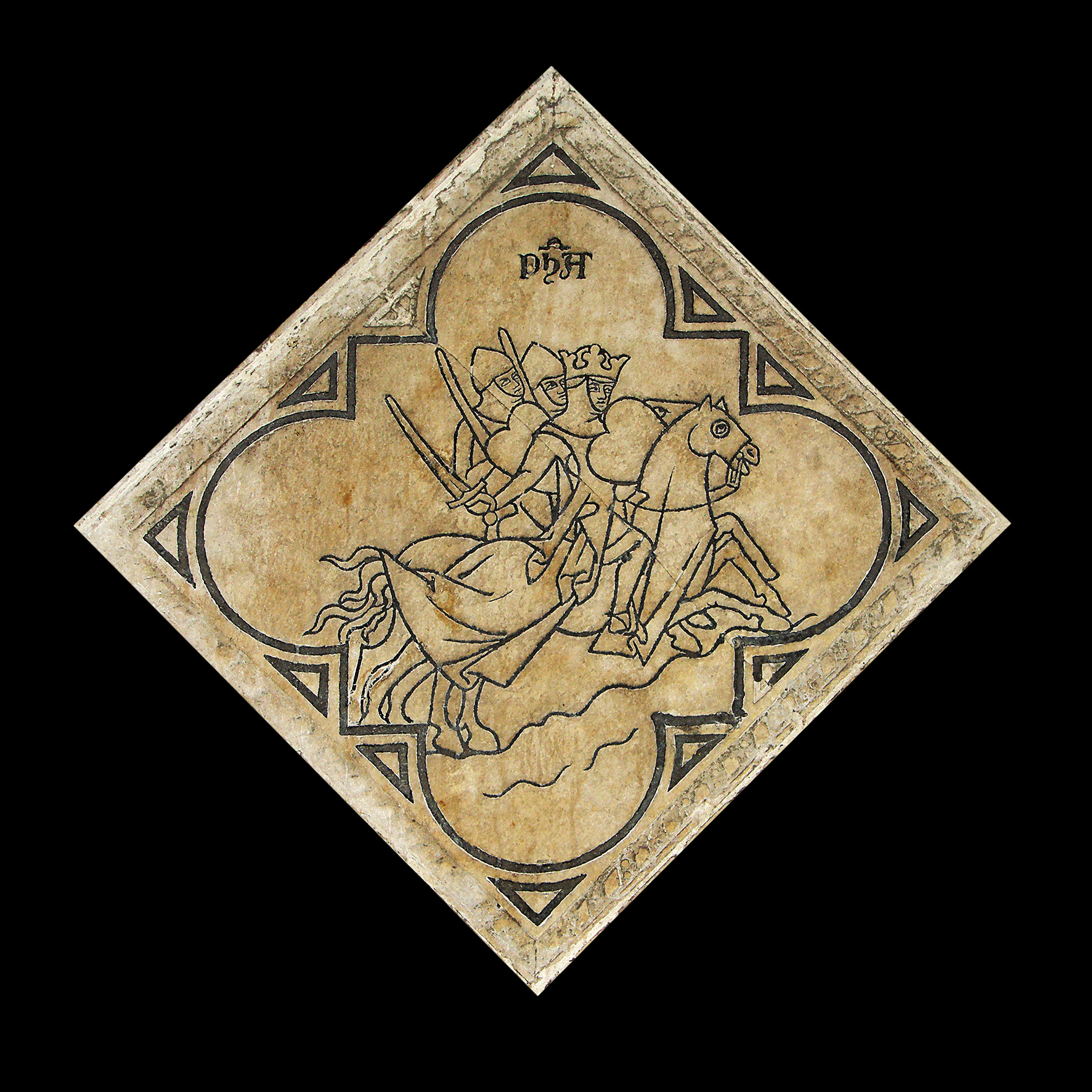
Dalle gravée avec incrustations de plomb, provenant de l'église St Nicaise, exposée dans la basilique St Remi de Reims : Pharaon poursuivant Moïse et les Juifs, XIIIe siècle.

Il n'est pas exclu que ce récit biblique combine plusieurs traditions, l'une faisant référence au lac Timsah où les Égyptiens ont subi une défaite lorsque les roues de leurs chars se sont engluées dans la boue et une autre à une partie plus profonde de la mer Rouge.
À la fin du XXe siècle, un aventurier américain du nom de Ron Wyatt prétend avoir fait des découvertes archéologiques permettant d'affirmer la réalité du récit biblique : restes humains, roues de char, colonnes édifiées spécifiquement pour célébrer l'évènement, autant d'objets qui auraient prouvé, selon lui, la véracité du mythe. Malgré quelques mouvements chrétiens protestants très minoritaires, la communauté scientifique et la majorité des mouvements religieux (dont l'Église adventiste du septième jour à laquelle il se rattachait) estiment que ces « découvertes » ne sont que des élucubrations.
En 2021, des chercheurs du National Centre for Atmospheric Research et de l'Université du Colorado posent l'hypothèse, pour expliquer scientifiquement le passage de la mer Rouge, d'une erreur de traduction : Moïse n’aurait pas écarté la mer Rouge, mais un des deltas du Nil, le lac de Tanis, parsemé de roseaux de papyrus, et long de quelques kilomètres seulement. Un phénomène météorologique connu dans cette région, le « wind setdown », aurait pu expliquer un retrait de l'eau, poussée perpendiculairement, pour permettre aux hébreux de traverser le delta de faible profondeur, après une nuit entière de vent fort continu. Au 19e siècle, un officier britannique avait observé dans la lagune de Menzalé, dans le delta du Nil, un phénomène comparable.

## Exégèse
Selon Thomas Römer, l'épisode de la mer Rouge est le récit mythique ancien d'une guerre divine (conflit entre le Dieu créateur et l'Océan primitif, tel le mythe cananéen de Baal contre Yam), repris par un auteur sacerdotal qui historicise le mythe en le replaçant dans le contexte biblique de la délivrance du peuple hébreu des Égyptiens. Aussi est-il vain, selon cet auteur, de rechercher des explications rationalistes à cet événement et de proposer des localisations.

## Musique
- Élisabeth Jacquet de La Guerre, Le Passage de la mer rouge, EJG 26, cantate spirituelle sur un texte Antoine Houdar de la Motte.